# Dirk Dier
Dirk Dier (St. Ingbert, 16 de febrero de 1972) es un extenista alemán. Jugó en el circuito profesional entre los años 1989 y 2000. En el año 1990, conquistó el Abierto de Australia en categoría júnior. Actualmente es el entrenador de la tenista alemana Anna-Lena Grönefeld.

## Torneos Challenger

### Individuales

#### Títulos
| N.º | Fecha                | Torneo    | Superficie    | Oponente en la final  | Resultado   |
| --- | -------------------- | --------- | ------------- | --------------------- | ----------- |
| 1.  | 28 de junio de 1993  | Sevilla   | Tierra batida | Oliver Fernández      | 76-3 6-3    |
| 2.  | 3 de julio de 1995   | Sevilla   | Tierra batida | Juan Luis Tati Rascón | 7-5 6-2     |
| 3.  | 9 de junio de 1997   | Weiden    | Tierra batida | Tamer El Sawy         | 7-6 6-3     |
| 4.  | 2 de febrero de 1998 | Lippstadt | Moqueta       | Marzio Martelli       | 7-6 4-3 RET |
| 5.  | 11 de mayo de 1998   | Dresde    | Tierra batida | Markus Hantschk       | 0-6 6-1 6-4 |

#### Finalista
| N.º | Fecha                 | Torneo     | Superficie    | Oponente en la final | Resultado   |
| --- | --------------------- | ---------- | ------------- | -------------------- | ----------- |
| 1.  | 30 de mayo de 1994    | Fürth      | Tierra batida | Kris Goossens        | 7-6 3-6 2-6 |
| 2.  | 19 de junio de 1995   | Eisenach   | Tierra batida | Wojtek Kowalski      | 6-7 3-6     |
| 3.  | 9 de octubre de 1995  | Guayaquil  | Tierra batida | Kris Goossens        | 4-6 4-6     |
| 4.  | 14 de octubre de 1996 | Mallorca   | Tierra batida | Dominik Hrbatý       | 3-6 2-6     |
| 5.  | 27 de enero de 1997   | Lippstadt  | Moqueta       | Arne Thoms           | 6-7 3-6     |
| 6.  | 9 de febrero de 1998  | Wolfsburgo | Moqueta       | Ivo Heuberger        | 7-6 4-6 4-6 |